# 에디 가넴
에디 가넴(Edy Ganem, 1989년 9월 20일 ~ )은 미국의 배우이다.